# Joseph Garner, Baron Garner
Joseph John Saville Garner, Baron Garner (* 14. Februar 1908 in Muswell Hill, Middlesex; † 10. Dezember 1983) war ein britischer Diplomat, der zwischen 1956 und 1961 Hochkommissar in Kanada war sowie 1969 als Life Peer aufgrund des Life Peerages Act 1958 Mitglied des House of Lords wurde.

## Leben
Garner trat 1930 als Beamter in das Dominions Office ein, dem für die sich selbst verwaltenden Kolonien des Britischen Reiches zuständigen Ministerium. In der Folgezeit war er im Ministerium selbst tätig, fand aber auch viermal Verwendungen an der Vertretung in Kanada. Nach der Neugestaltung und Umbenennung des Dominions Office in Commonwealth Relations Office (CRO) war er für dieses tätig und dort zuletzt bis 1956 stellvertretender Unterstaatssekretär.
1956 wurde Garner Nachfolger von Archibald Nye als Hochkommissar in Kanada und übernahm damit einen der bedeutendsten diplomatischen Posten innerhalb der Beziehung zu einem der Mitgliedstaaten des Commonwealth of Nations. Den Dienstposten in Kanada bekleidete er bis zu seiner Ablösung durch Derick Heathcoat-Amory, 1. Viscount Amory 1961. Er selbst wurde daraufhin Ständiger Unterstaatssekretär (Permanent Undersecretary of State) für Beziehungen zum Commonwealth im Commonwealth Relations Office und damit Nachfolger von Alexander Clutterbuck, der zwischen 1946 und 1952 ebenfalls Hochkommissar in Kanada war. Als Unterstaatssekretär war er unter anderem mitbefasst an der Frage der Klärung der Souveränität Rhodesien Mitte der 1960er Jahre. Ferner leitete er 1967 unter anderem auch ein Interministerielle Delegation bei einem Treffen mit Vertretern Großbritanniens, Kanadas und der Europäischen Wirtschaftsgemeinschaft (EWG).
Garner, der auch Knight Grand Cross des Order of St. Michael and St. George war, wurde durch ein Letters Patent vom 21. Februar 1969 als Life Peer mit dem Titel Baron Garner, of Chiddingley in the County of Sussex, Mitglied des House of Lords, dem er bis zu seinem Tod angehörte. An seiner offiziellen Einführung (Introduction) in das Oberhaus am 23. April 1969 wirkten Cameron Cobbold, 1. Baron Cobbold und William McFadzean, Baron McFadzean mit.

## Veröffentlichungen
- Can Man Find Peace?, Ball State University, 1972[7]